# Samir Nasri
Pour les articles homonymes, voir Nasri.
Ne doit pas être confondu avec l'acteur Samy Naceri et le footballeur tunisien Sami Nasri.
Samir Nasri, né le 26 juin 1987 à Marseille (Bouches-du-Rhône), est un footballeur international français ayant évolué au poste de milieu offensif du milieu des années 2000 jusqu'en 2020.
Il fait ses débuts au football dans des clubs de Marseille, sa ville natale, dont il rejoint le club majeur, l'Olympique de Marseille, à neuf ans. Il y suit sa formation jusqu'à intégrer l'équipe professionnelle en 2004-2005, à 17 ans. Devenu un titulaire régulier dès la saison suivante, il est nommé meilleur espoir du championnat de France en 2007. En 2008, il quitte Marseille pour Arsenal, où il confirme son talent mais aussi son manque de régularité. Il est nommé meilleur joueur français de l'année 2010 par le magazine France Football. Attendu comme le joueur majeur du club londonien pour la saison 2011-2012, il demande et obtient son transfert à Manchester City, avec lequel il remporte le championnat d'Angleterre en 2012 et en 2014, la coupe de la ligue et la Community Shield. Il est prêté en 2016-2017 au Séville FC puis enchaîne de courtes expériences et est condamné pour dopage en 2018. Il prend sa retraite en 2021, n'ayant alors pas joué depuis un an.
En équipe de France, Nasri est appelé dans toutes les catégories de jeunes. Il remporte le championnat d'Europe des moins de 17 ans en 2004 et fait ses débuts en sélection A en mars 2007. Régulièrement critiqué pour son comportement inadéquat, son manque de dévouement et ses performances moyennes sous le maillot bleu, il connaît une carrière en sélection en pointillés. Il participe aux championnats d'Europe en 2008 et 2012, mais pas aux Coupes du monde de 2010 et 2014, après quoi il met un terme à sa carrière internationale.

## Biographie

### Enfance et formation
Issu de parents d'origine algérienne tous deux nés en France, Samir Nasri possède la double nationalité. Il grandit dans le quartier de la Gavotte-Peyret situé à Septèmes-les-Vallons, commune limitrophe de Marseille. Aîné d'une famille de quatre enfants, il commence très jeune à jouer au football. Lorsqu'il est sollicité par son entourage pour aller jouer en club, ses parents lui font signer sa première licence.
Son évolution l'amène à jouer successivement, au fur et à mesure des années, en catégorie benjamin, moins de 13 ans Ligue, moins de 15 ans Ligue, moins de 16 ans Nationaux et moins de 18 ans Nationaux au sein du Centre de formation de l'Olympique de Marseille. Pendant ces années, le jeune joueur remporte différents titres et coupes tels que le Championnat de Provence, la Coupe de Provence et les plus célèbres coupes chez les « minots » (Garrau, Pons), sans oublier le championnat de France des moins de 14 ans au sein de la Ligue Méditerranée. Après le championnat des ligues de France, Nasri est sélectionné en équipe de France des moins de 16 ans.

### Débuts à l'Olympique de Marseille (2004-2008)

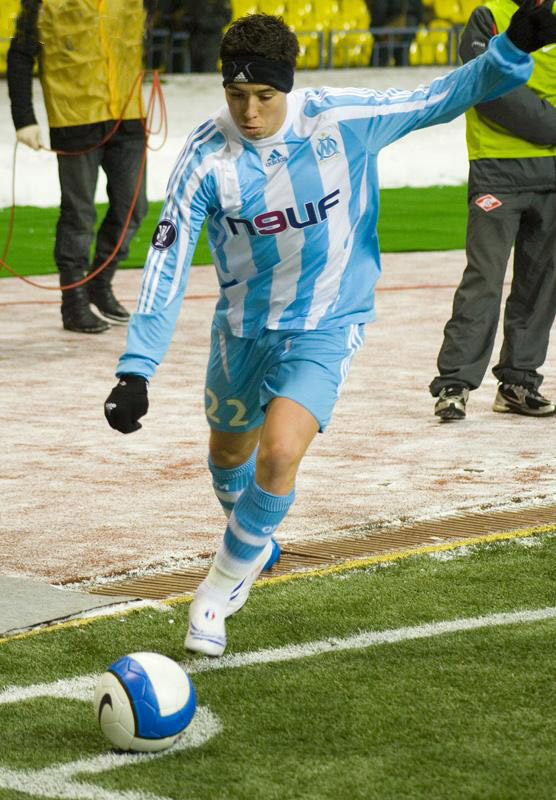
Nasri avec l'Olympique de Marseille en 2008.

À la suite de sa formation, Samir Nasri intègre le groupe professionnel de l'Olympique de Marseille pour s'y entraîner[Quand ?]. Quelques mois plus tard, il signe son premier contrat professionnel[Quand ?]. Il fait vite partie des grands espoirs du football français et ne tarde pas à impressionner les supporters du Stade Vélodrome qui l'appellent « le petit prince » du Vélodrome pour ses débuts en Ligue 1.
Il joue son premier match sous le maillot olympien le 12 septembre 2004, au stade Bonal de Sochaux en remplaçant Bruno Cheyrou et son premier match en tant que titulaire le 17 octobre suivant contre Saint-Etienne. Le 11 février 2005, il marque son premier but pour l'OM, lors d'une victoire 1-2 à Lille.
Il joue ses premiers matchs européens en juillet 2005 en participant et remportant la Coupe intertoto.
Le 12 mai 2007 voit l'Olympique de Marseille échouer en finale de la Coupe de France pour la deuxième année consécutive. Après une remarquable fin de saison, Samir Nasri est élu meilleur espoir de la saison 2006-2007 le 20 mai 2007. Ce trophée UNFP lui est remis par Zinédine Zidane.
Le 18 septembre 2007, il joue son premier match de Ligue des champions en remplaçant Modeste M'Bami face à Beşiktaş. À l'issue de la saison 2007-2008, Samir Nasri est le meilleur passeur du championnat à égalité avec Jérôme Leroy et Nenê (10 passes décisives). Il marque un but lors de son dernier match sous le maillot de son club formateur, lors de la dernière journée de Ligue 1, au Vélodrome face à Strasbourg (4-3).

### Confirmation à Arsenal (2008-2011)

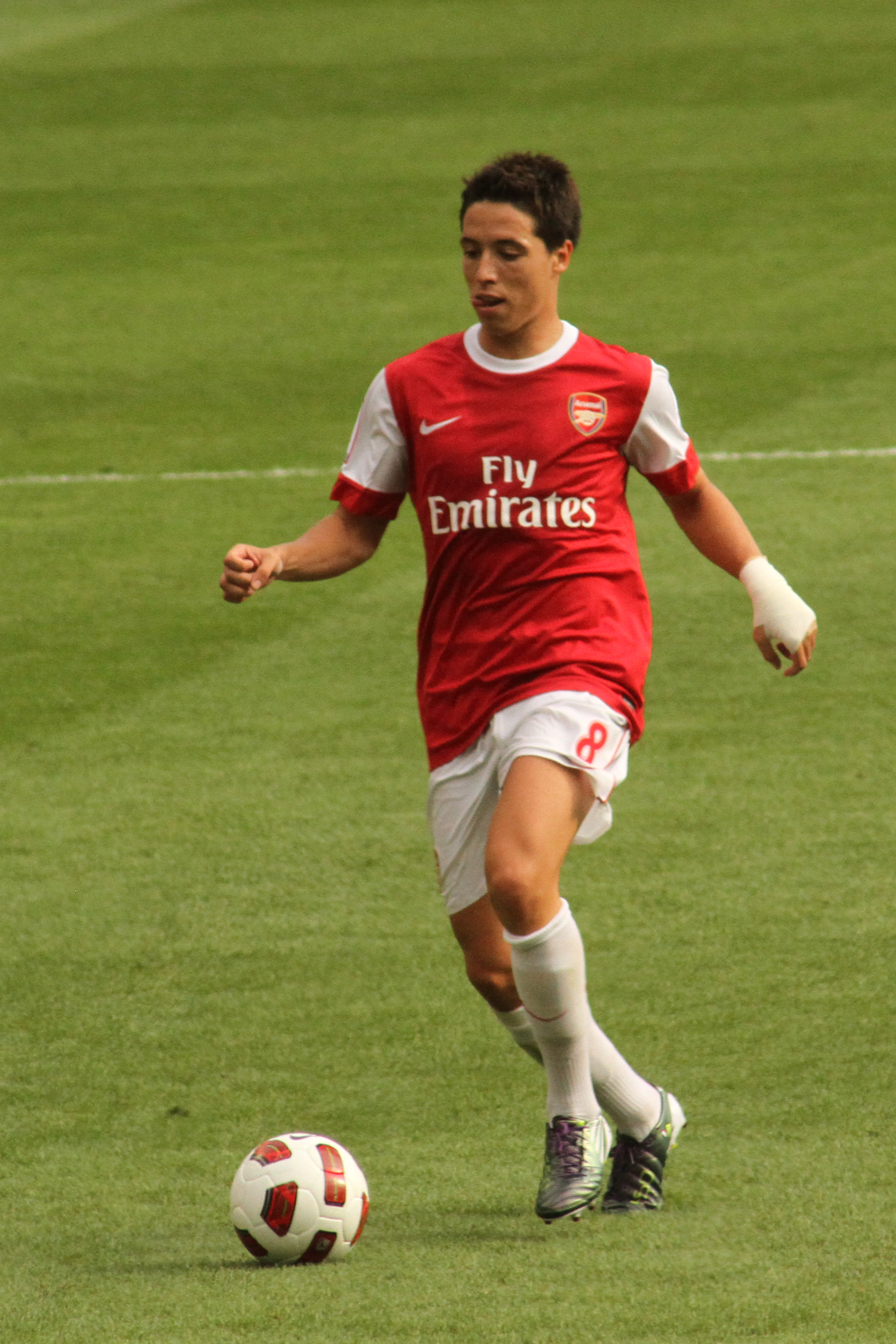
Nasri sous le maillot d'Arsenal en 2010.

Nasri s'engage avec Arsenal le 11 juillet 2008 pour une durée de quatre ans et une indemnité de transfert de 16,8 millions d'euros. Pour son premier match de Premier League le 16 août 2008, l'ancien Marseillais permet à Arsenal de commencer la saison par une victoire face à West Bromwich Albion (1-0) grâce à un but marqué dans les premières minutes de jeu. Contrairement à l'OM où il évoluait exclusivement comme milieu offensif axial, Arsène Wenger l'utilise le plus souvent en tant que milieu offensif gauche et son entente sur le terrain avec Gaël Clichy est rapidement mise en évidence. Il inscrit son premier doublé avec Arsenal contre Manchester United (2-1) le 8 novembre 2008 à l'Emirates Stadium. Le 21 juillet 2009, il se blesse gravement lors d'une session d’entraînement sur un tacle de son partenaire Abou Diaby (fracture du péroné droit) le premier jour du stage de préparation de son équipe.
Il fait son retour en équipe première le 28 octobre suivant à domicile contre Liverpool, match dont il joue l'intégralité.
En octobre 2010, Samir Nasri marque dans trois matchs d'affilée toutes compétitions confondues. Il commence sa série en championnat en convertissant un penalty face à Birmingham City (victoire 2-1), puis la poursuit en Ligue des champions en marquant d'une reprise de volée face au Chakhtar Donetsk (victoire 5-1) et enfin la termine en ouvrant le score, à nouveau en championnat, face à Manchester City (victoire 3-0),,. Au terme de cette surperformance, il est élu pour la première fois joueur du mois du championnat d'Angleterre. En novembre-décembre, Samir Nasri marque dans trois matchs de championnat d'affilée et se paye même un doublé face à Fulham (victoire 2-1),,, ce qui lui vaut d'être une nouvelle fois élu joueur du mois du championnat d'Angleterre. Entre-temps, la rédaction de France Football le désigne comme le meilleur joueur français de l'année 2010 devant Florent Malouda et Hugo Lloris. En avril 2011, il figure parmi les candidats au titre de meilleur joueur de Premier League de la saison et, bien qu'il ne remporte pas ce prix, il est tout de même intégré à l'équipe-type du championnat,.

### Titres avec Manchester City (2011-2017)

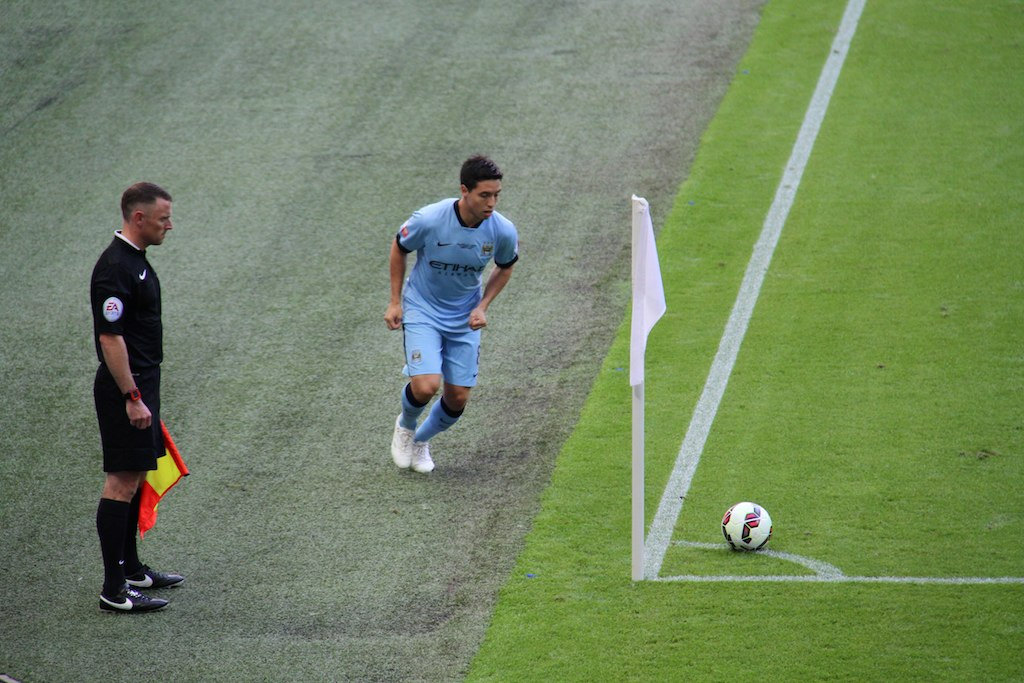
Nasri s’apprêtant à frapper un corner avec Manchester City en 2014.

Après plusieurs semaines de discussions, Samir Nasri signe le 24 août 2011 un contrat d'une durée de quatre ans en faveur de Manchester City. Le montant du transfert, bien qu'estimé à environ 28 millions d'euros par les médias, n'est pas communiqué par les deux parties,. Il bat le record du footballeur français le mieux payé de l'histoire (10,7 millions d'euros par an). Le 28 août 2011, Nasri participe à son premier match sous les couleurs des Citizens lors du match comptant pour la troisième journée de Premier League face à Tottenham (victoire 1-5). Il se distingue en délivrant trois passes décisives durant ce match. Le 1er octobre suivant, il marque son premier but mancunien lors de la septième journée de Premier League face à Blackburn Rovers (0-4). À l'issue de la saison 2011-2012, auteur de 6 buts et 8 passes décisives, il remporte le titre de champion d'Angleterre avec les Citizens. Sa première saison à Manchester City est cependant jugée décevante par la presse. Selon cette dernière, Samir Nasri ne convainc pas totalement son entraîneur Roberto Mancini et des rumeurs de transfert sont même évoquées à l'issue de la saison,,.
Pour sa seconde saison à Manchester, il remporte, le 12 août 2012, le Community Shield en marquant le but de la victoire contre Chelsea (3-2).
À la suite de l'arrivée de Manuel Pellegrini sur le banc des Citizens, Samir Nasri semble s'épanouir à Manchester et réalise un début de saison prometteur. Le 22 septembre 2013, face à Manchester United, il réalise une performance de haut niveau et est récompensé par un but (victoire 4-1). Le 27 novembre 2013 face à Viktoria Plzeň en Ligue des champions, il marque un but et participe à la victoire de son équipe 4 buts à 2. Malheureusement le 12 janvier 2014, Nasri se blesse au genou face à Newcastle à la suite d'un tacle de son compatriote Mapou Yanga-Mbiwa. Il fait son retour le 15 février 2014 contre Chelsea en FA Cup et marque le deuxième but de son équipe sur un service de David Silva (victoire 2-0). Le 2 mars 2014, Il remporte la finale de la Coupe de la Ligue contre Sunderland (2-1). Nasri inscrit le but de la victoire de son équipe. Le 11 mai 2014, Nasri remporte son deuxième titre de champion d'Angleterre à la suite de la victoire, deux buts à zéro face à West Ham lors de la dernière journée, il inscrit le premier but lors de ce match. Il réalise une saison pleine avec 12 buts et 12 passes décisives toutes compétitions confondues à quoi il faut ajouter deux titres avec son club. Le 10 juillet 2014, il prolonge son contrat de quatre ans soit jusqu'en 2019.
Samir Nasri et les siens commencent la saison 2014/2015 le 10 août 2014 face à Arsenal lors du Community Shield et s'inclinent lourdement (3-0). Le 10 décembre 2014 face à l'AS Roma, il marque un but et délivre une passe décisive à Pablo Zabaleta ce qui lui vaut d'être élu homme du match (victoire 2-0). Il réalise la même performance face à Stoke City le 11 février 2015.
Le 31 août 2016, Nasri est officiellement prêté au Séville FC pour une saison, pour retrouver un temps de jeu régulier après une saison 2015-2016 marquée par sept mois de blessure. Malgré le fait que Pep Guardiola, nouvel entraîneur des SkyBlues, voulait le garder : « Jusqu'au dernier moment, il a insisté pour que je reste, mais je savais que je devais partir pour retrouver mon meilleur niveau. », il décide de partir car Guardiola ne peut lui assurer un temps de jeu à la hauteur de ses attentes.

### Courtes expériences pour finir (2016-2020)
Le 30 août 2016, Nasri est officiellement prêté au Séville FC pour une saison, pour retrouver un temps de jeu régulier après une saison 2015-2016 marquée par sept mois de blessure. Il débute sous le maillot andalou comme titulaire le 10 septembre lors de la troisième journée de Liga contre Las Palmas. Nasri distille sa première passe décisive contre le rival du Betis qui offre la victoire à son nouveau club. Il trouve pour la première fois le chemin des filets fin septembre en marquant le seul but sévillan durant une défaite 3-1 contre l'Athletic Bilbao. Quelques semaines plus tard, il inscrit son second but sur la pelouse de Leganés (victoire 3-2). L’ancien-Marseillais savoure son bonheur après la rencontre, remerciant son entraîneur Jorge Sampaoli. « Avec le coach, on a une relation de confiance. C’est grâce à lui et à son adjoint Lillo que je suis ici. Ils me responsabilisent beaucoup et me mettent dans les meilleures conditions. Avec des gens comme ça derrière soi, on est obligé de leur rendre sur le terrain et de donner le maximum ». Il récidive trois jours plus tard contre le Dynamo Zagreb, offrant la victoire aux Andalous (1-0) en phase de groupe de Ligue des champions. Absent des terrains depuis un mois en raison de pépins physiques, Samir Nasri fait son retour le 7 décembre face à l’Olympique lyonnais en C1 où les Andalous valident leur billet (0-0). Devenu titulaire indiscutable, il a l’occasion de tenir un rôle important lors du huitième de finale retour contre Leicester (victoire 2-1 lors du match aller). En fin du match, alors que le club anglais mène 2 à 0, le Français écope d'un second carton jaune à la suite d'une altercation avec Jamie Vardy et quitte la pelouse prématurément dans une colère noire tandis que Leicester se qualifie pour les quarts de finale. Jolie surprise lors de la première partie de saison, l'ancien Marseillais vit une fin d'année un peu plus compliquée. Le club andalou termine quatrième du championnat d'Espagne.
L’entraîneur de Manchester City, Pep Guardiola ne compte alors plus sur lui pour la saison à venir et, le 20 août 2017, Samir Nasri s'engage pour deux ans avec le club turc d'Antalyaspor, entraîné par Leonardo en Süper Lig. Le footballeur tricolore retrouve alors Jérémy Ménez, avec lequel il a fait partie de la génération 1987, qui signe également cet été là. Dès le 31 janvier 2018, Nasri et le club antalyais mettent un terme à leur collaboration. Le joueur totalise huit matchs de Süper Lig, inscrivant au passage deux buts. Suspendu, le joueur se retrouve sans club pour la deuxième partie de la saison.
Le 26 février 2018, l'UEFA annonce la suspension pour six mois de Samir Nasri, coupable d'avoir bénéficié d'une perfusion intraveineuse de vitamines en 2016, dans une clinique de Los Angeles, méthode prohibée par l'Agence mondiale antidopage. Le 1er août 2018, l'UEFA allonge cette suspension à dix huit mois, jusqu'au mois de janvier 2019.
Le 31 décembre 2018, il s'engage pour six mois avec West Ham United,. Lors de son deuxième match avec le club, le 12 janvier 2019, il délivre une passe décisive qui permet à Declan Rice d'inscrire le but de la victoire (1-0) contre son ancien club d'Arsenal. Lors de son dernier match avec le club, le 16 mars 2019, il délivre une nouvelle passe décisive, cette fois-ci pour le but de l'égalisation (3-3) de Chicharito face à Huddersfield Town. Quelques minutes plus tard, Chicharito double la mise et donne la victoire (4-3) aux Hammers. Victime d'une entorse du mollet, Nasri ne dispute pas les rencontres suivantes du club et, le 29 mai 2019, ce dernier annonce qu'il n'est pas prolongé,.
Le 5 juillet 2019, malgré un intérêt prononcé du Havre AC et après avoir refusé le club saoudien d'Al-Shabab Riyad, il rejoint son ancien coéquipier de Manchester City, Vincent Kompany, désormais entraîneur-joueur au RSC Anderlecht en Belgique pour une saison plus une en option. Le 28 juillet, Nasri fait ses débuts en Jupiler Pro League, en remplaçant Yari Verschaeren à la 61e minute d'un match contre le KV Ostende, qui se solde par une défaite (1-2). Il marque son premier but en championnat le 17 août en ouvrant le score (0-1) sur la pelouse du KV Courtrai, mais la rencontre se conclut par une nouvelle défaite (4-2) d'Anderlecht. À l'approche de la trêve hivernale, les performances de Nasri sont critiquées en raison de son surpoids. Le 3 février 2020, le directeur sportif du club, Michael Verschueren, déclare, sur le plateau de Proximus, regretter la venue du joueur : « À refaire, aurait-on signé Samir Nasri ? Avec ce qu’on sait maintenant, non. ». Finalement, il ne rempile pas au sein du club après cette première saison belge. Avec huit apparitions et deux buts toutes compétitions confondues, le bilan sportif de Samir Nasri lors de sa saison du côté d'Anderlecht, entre méformes et pépins physiques à répétition, reste globalement très décevant.
Le 26 septembre 2021, après près de deux ans sans jouer le moindre match officiel, Samir Nasri annonce mettre un terme à sa carrière professionnelle.

### En équipe nationale

#### Sélections de jeunes (2002-2006)
Après le championnat des ligues de France, Nasri est sélectionné en équipe de France des moins de 16 ans, puis l'année suivante chez les moins de 17 ans avec qui il devient Champion d'Europe (premier titre de la France dans cette catégorie), en marquant le but victorieux lors de la finale (2-1). Dans cette équipe, il évolue notamment avec Karim Benzema, Hatem Ben Arfa et Jérémy Ménez.
Samir Nasri est sélectionné par René Girard le 9 août 2006 chez les espoirs pour affronter la Belgique.

#### Débuts rapides en A (2007-2009)

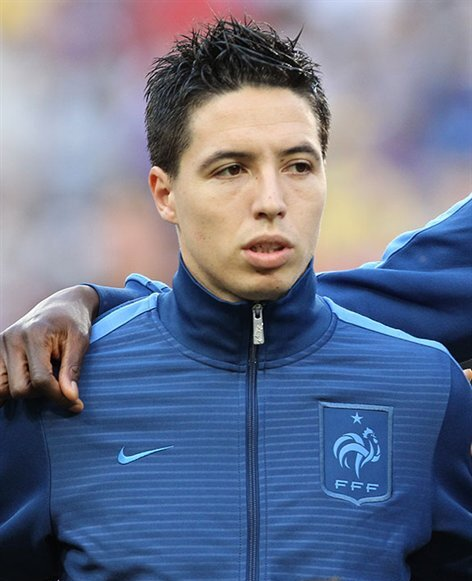
Nasri avant le match face à l'Angleterre durant l'Euro 2012.

Le 15 mars 2007, il est convoqué pour la première fois en équipe de France A par Raymond Domenech pour jouer contre la Lituanie et l'Autriche. Nasri honore sa première sélection en tant que titulaire le 28 mars 2007, lors du match amical contre l'Autriche, au Stade de France, durant lequel il est auteur d'une passe décisive sur coup franc à Karim Benzema. Le 6 juin 2007, il inscrit son premier but avec les Bleus à l'occasion du match contre la Géorgie, comptant pour les éliminatoires de l'Euro 2008.
Blessé à plusieurs reprises, il revient en sélection le 16 novembre 2007 pour la rencontre amicale contre le Maroc (score final 2-2) et marque son second but en équipe de France.
Le 28 mai 2008, il fait partie de la liste des 23 joueurs convoqués par Raymond Domenech pour participer à l'Euro 2008 en Autriche et en Suisse, sa première compétition internationale en A. Il entre en jeu quelques minutes contre la Roumanie ainsi que contre l'Italie mais se fait remarquer dans le groupe pour son mauvais comportement selon les dires de William Gallas dans son livre.
Le 24 mai 2010, il ne fait pas partie de la liste des joueurs convoqués par Domenech pour la Coupe du monde 2010 en Afrique du Sud. En effet, depuis l'Euro 2008, Yoann Gourcuff s'est imposé au poste de meneur de jeu et a la confiance du sélectionneur. Nasri n'a d'ailleurs joué qu'un seul match entre les deux compétitions, contre la Lituanie en 2009.

#### Retour en Bleu avec Laurent Blanc (2010-2012)
Sélectionné par le nouveau sélectionneur Laurent Blanc après le Mondial 2010, Samir Nasri retrouve les Bleus en disputant un match amical en tant que titulaire face à la Norvège le 11 août 2010 (défaite 2-1). Il participe également aux trois derniers matchs des Bleus de l'année 2010. Le 25 mars 2011, il est pour la première fois de sa carrière internationale nommé capitaine de l'équipe de France lors du match qualificatif pour l'Euro 2012 face au Luxembourg. Cet événement fait également de lui le plus jeune capitaine des Bleus (23 ans, 8 mois, 29 jours) depuis Jean Ducret en 1910 (22 ans, 4 mois, 19 jours). Sur ce match, il délivre une passe décisive pour Philippe Mexès sur un coup franc excentré.
Le 11 octobre 2011, son but sur penalty dans le dernier quart d'heure de jeu contre la Bosnie-Herzégovine lors de la dernière journée des éliminatoires de l'Euro 2012 contribue grandement à la qualification directe de l'équipe de France pour cette compétition. Samir Nasri déclare notamment que c'est « le but le plus important de sa carrière ».

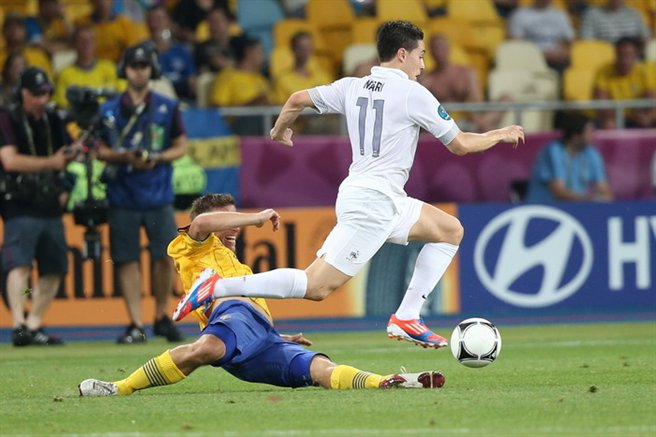
Nasri dribble un défenseur suédois lors de l'Euro 2012.

En 2012, il fait partie des 23 joueurs sélectionnés par Blanc pour disputer l'Euro. Le 11 juin, il se distingue en marquant le but égalisateur face à l'Angleterre durant le premier match de groupe des Bleus (1-1). Par sa célébration de ce but, il crée en France une polémique, relayée à l'étranger, en mettant son index sur sa bouche et en prononçant des mots injurieux destinés à la presse française qui critique ses prestations en bleu. Quelques jours plus tard, après la défaite contre l'Espagne et l'élimination des Bleus de la compétition, il insulte violemment un journaliste qui le prend à partie. À la suite de ces deux incidents, il est convoqué devant la commission de discipline de la Fédération française de football le 27 juillet 2012 et écope de trois matchs de suspension.

#### Fin sous Didier Deschamps (2013-2014)
Après un long silence, il fait en avril 2013 son mea culpa. Puis en mai 2013, il est appelé par Didier Deschamps pour la tournée en Amérique du Sud contre le Brésil et l'Uruguay.
Finalement forfait pour la tournée estivale, il porte à nouveau le maillot des Bleus le 14 août 2013 face à la Belgique (0-0). En septembre, il marque son cinquième but face à la Biélorussie. Mis en concurrence avec Mathieu Valbuena, il est choisi par Didier Deschamps pour entamer le barrage-aller contre l'Ukraine. Mais l'équipe de France s'incline 2-0 à Kiev et Samir Nasri, qui a manqué une occasion de but importante, s'avère décevant. Il cède sa place au match retour et voit les Bleus se qualifier pour le Mondial 2014 au Brésil après un retournement de situation inédit (3-0).
Le 26 avril 2014 alors qu'il est interrogé sur ses chances d'aller au Mondial 2014 avec les Bleus, il déclare : « Pour être honnête, si je dois évaluer mes chances aujourd'hui, je dirais que c'est du 70-30 contre moi d'aller à la Coupe du monde, s'il (Deschamps) m'appelait et que j'avais une vraie conversation avec lui, j'aimerais savoir où j'en suis, ce que j'ai fait de mal et ce que je dois changer pour aller à la Coupe du monde ». Le sélectionneur national Didier Deschamps ne le retient pas pour la Coupe du monde 2014. Le sélectionneur français ne l'a pas plus retenu dans sa "réserve" de sept joueurs appelés en secours, comme il l'a révélé sur le plateau du 20 heures de TF1. « On parle d'un joueur de grande qualité. Samir a eu des performances en équipe de France qui ne sont pas à la hauteur de celles qu'il réalise avec son club, Manchester City. Il y a un statut important, de titulaire, mais ce n'est pas le cas en équipe de France »." Il a un statut de titulaire à Manchester City, ce n’est pas le cas en équipe de France et comme il l’a dit lui-même, quand il est remplaçant, il n’est pas content. Dans un groupe, ça se sent et ça se ressent, c’est pour ça que j’ai pris cette décision." Deschamps n’a cessé de rappeler aux journalistes l’importance, à ses yeux, de la vie en commun durant plusieurs semaines. Le 9 août 2014, Samir Nasri annonce qu'il met un terme à sa carrière internationale.
Binational, Samir Nasri affirme ne jamais avoir regretté son choix en faveur de l'équipe de France alors même que certains de ses anciens coéquipiers de l'Euro des moins de 17 ans en 2004, comme Franck Songo'o, Kevin Constant, Serge Akakpo et Karim El Mourabet, optèrent pour la sélection du pays de leurs parents. Il déclare en octobre 2017 : « J’ai connu l’équipe de France à 19 ans. L’équipe d’Algérie, à l’époque, c’était le désert de Gobi. Jouer pour l’équipe de France c’était une fierté. Je suis arrivé en 2007, il y avait Thuram, Gallas, Abidal, Evra, Makélélé, Vieira, Henry, Trezeguet, Anelka… Tu ne vas pas dire non à cette équipe quand tu es appelé. Ce n’est pas du tout un regret. ».

### Reconversion
En septembre 2021, Samir Nasri devient consultant pour les soirées de la Ligue des champions sur Canal+. L'ex-joueur rejoint notamment Rudi Garcia et Éric Abidal sur les plateaux animés par Hervé Mathoux. Le 26 septembre 2021, alors sans club depuis 2020, Samir Nasri annonce la fin de sa carrière professionnelle à l'âge de 34 ans.
Au printemps 2024, il représente l'équipe française du streamer Amine à la Kings World Cup, compétition de football à 7 organisée par Gerard Piqué. En avril 2025, il devient coach de l'équipe d'Amine à la Kings League France.
Le 16 juillet 2025, alors consultant sur Canal+ depuis quatre saisons, il prolonge son contrat avec la chaîne pour quatre autres saisons supplémentaires, soit jusqu'en 2029,,. Il était notamment, avec Franck Ribéry, dans le viseur de Ligue 1+, la nouvelle chaîne de la Ligue de football professionnel (LFP),,.

## Style de jeu
C'est un joueur réputé pour ses capacités techniques, sa créativité et sa vision du jeu. À l'OM, doté d'une technique brillante et d'une excellente vision du jeu, Samir Nasri apparaît comme un joueur de type « no 10 » meneur de jeu, même si beaucoup le décrivent comme un « no 8 » à caractère légèrement offensif. Son ancien entraîneur marseillais Albert Emon dit de lui dans le magazine So Foot qu'il est le prototype du « no 6 » (milieu défensif) de demain.

## Statistiques

### Générales
| Saison                | Club                   | Championnat           | Championnat | Championnat | Championnat | Coupe nationale | Coupe nationale | Coupe nationale | Coupe de la Ligue | Coupe de la Ligue | Coupe de la Ligue | Supercoupe | Supercoupe | Supercoupe | Compétition(s) continentale(s) | Compétition(s) continentale(s) | Compétition(s) continentale(s) | Compétition(s) continentale(s) | France | France | France | Total | Total | Total |
| Saison                | Club                   | Division              | M.          | B.          | P.d.        | M.              | B.              | P.d.            | M.                | B.                | P.d.              | M.         | B.         | P.d.       | Comp.                          | M.                             | B.                             | P.d.                           | M.     | B.     | P.d.   | M.    | B.    | P.d.  |
| 2004-2005             | Olympique de Marseille | Ligue 1               | 24          | 1           | 2           | 1               | 0               | 0               | -                 | -                 | -                 | -          | -          | -          | -                              | -                              | -                              | -                              | -      | -      | -      | 25    | 1     | 2     |
| 2005-2006             | Olympique de Marseille | Ligue 1               | 30          | 1           | 2           | 5               | 0               | 1               | -                 | -                 | -                 | -          | -          | -          | C3+C4                          | 10+4                           | 0+1                            | 1+0                            | -      | -      | -      | 49    | 2     | 4     |
| 2006-2007             | Olympique de Marseille | Ligue 1               | 37          | 3           | 5           | 6               | 0               | 3               | 1                 | 0                 | 0                 | -          | -          | -          | C3+C4                          | 4+2                            | 0                              | 0                              | 3      | 1      | 1      | 53    | 4     | 9     |
| 2007-2008             | Olympique de Marseille | Ligue 1               | 30          | 6           | 10          | 2               | 0               | 0               | 2                 | 0                 | 0                 | -          | -          | -          | C1+C3                          | 4+4                            | 0                              | 1+2                            | 9      | 1      | 1      | 51    | 7     | 14    |
| Sous-total            | Sous-total             | Sous-total            | 121         | 11          | 19          | 14              | 0               | 4               | 3                 | 0                 | 0                 | -          | -          | -          | -                              | 28                             | 1                              | 4                              | 12     | 2      | 2      | 178   | 14    | 29    |
| 2008-2009             | Arsenal FC             | Premier League        | 29          | 6           | 2           | 5               | 0               | 3               | -                 | -                 | -                 | -          | -          | -          | C1                             | 10                             | 1                              | 0                              | 3      | 0      | 0      | 47    | 7     | 5     |
| 2009-2010             | Arsenal FC             | Premier League        | 26          | 2           | 4           | 1               | 0               | 0               | 1                 | 0                 | 0                 | -          | -          | -          | C1                             | 6                              | 3                              | 0                              | -      | -      | -      | 34    | 5     | 4     |
| 2010-2011             | Arsenal FC             | Premier League        | 30          | 10          | 1           | 4               | 1               | 0               | 4                 | 2                 | 0                 | -          | -          | -          | C1                             | 8                              | 2                              | 3                              | 7      | 0      | 1      | 53    | 15    | 5     |
| 2011-2012             | Arsenal FC             | Premier League        | 1           | 0           | 0           | -               | -               | -               | -                 | -                 | -                 | -          | -          | -          | -                              | -                              | -                              | -                              | 1      | 0      | 0      | 2     | 0     | 0     |
| Sous-total            | Sous-total             | Sous-total            | 86          | 18          | 7           | 10              | 1               | 3               | 5                 | 2                 | 0                 | -          | -          | -          | -                              | 24                             | 6                              | 3                              | 11     | 0      | 1      | 136   | 27    | 14    |
| 2011-2012             | Manchester City FC     | Premier League        | 30          | 5           | 9           | 1               | 0               | 0               | 4                 | 1                 | 0                 | -          | -          | -          | C1+C3                          | 6+4                            | 0                              | 0                              | 12     | 2      | 1      | 57    | 8     | 10    |
| 2012-2013             | Manchester City FC     | Premier League        | 28          | 2           | 7           | 3               | 1               | 1               | -                 | -                 | -                 | 1          | 1          | 1          | C1                             | 6                              | 1                              | 0                              | -      | -      | -      | 38    | 5     | 9     |
| 2013-2014             | Manchester City FC     | Premier League        | 34          | 7           | 7           | 2               | 2               | 0               | 3                 | 1                 | 0                 | -          | -          | -          | C1                             | 7                              | 1                              | 4                              | 6      | 1      | 1      | 52    | 12    | 12    |
| 2014-2015             | Manchester City FC     | Premier League        | 24          | 2           | 6           | 1               | 0               | 0               | 1                 | 0                 | 0                 | 1          | 0          | 0          | C1                             | 6                              | 1                              | 1                              | -      | -      | -      | 33    | 3     | 7     |
| 2015-2016             | Manchester City FC     | Premier League        | 12          | 2           | 2           | -               | -               | -               | -                 | -                 | -                 | -          | -          | -          | C1                             | 1                              | 0                              | 0                              | -      | -      | -      | 13    | 2     | 2     |
| 2016-2017             | Manchester City FC     | Premier League        | 1           | 0           | 0           | -               | -               | -               | -                 | -                 | -                 | -          | -          | -          | -                              | -                              | -                              | -                              | -      | -      | -      | 1     | 0     | 0     |
| Sous-total            | Sous-total             | Sous-total            | 129         | 18          | 31          | 7               | 3               | 1               | 8                 | 2                 | 0                 | 2          | 1          | 1          | -                              | 30                             | 3                              | 5                              | 18     | 3      | 2      | 194   | 30    | 40    |
| 2016-2017             | Séville FC (prêt)      | Liga                  | 23          | 2           | 3           | 2               | 0               | 0               | -                 | -                 | -                 | -          | -          | -          | C1                             | 5                              | 1                              | 0                              | -      | -      | -      | 30    | 3     | 3     |
| 2017-2018             | Antalyaspor            | Süper Lig             | 8           | 2           | 1           | -               | -               | -               | -                 | -                 | -                 | -          | -          | -          | -                              | -                              | -                              | -                              | -      | -      | -      | 8     | 2     | 1     |
| 2018-2019             | West Ham United FC     | Premier League        | 5           | 0           | 2           | 1               | 0               | 0               | -                 | -                 | -                 | -          | -          | -          | -                              | -                              | -                              | -                              | -      | -      | -      | 6     | 0     | 2     |
| 2019-2020             | RSC Anderlecht         | Jupiler Pro League    | 7           | 1           | 0           | 1               | 1               | 0               | -                 | -                 | -                 | -          | -          | -          | -                              | -                              | -                              | -                              | -      | -      | -      | 8     | 2     | 0     |
| Total sur la carrière | Total sur la carrière  | Total sur la carrière | 380         | 52          | 63          | 35              | 5               | 8               | 16                | 4                 | 0                 | 2          | 1          | 1          | -                              | 87                             | 11                             | 12                             | 41     | 5      | 5      | 561   | 78    | 89    |

### Matches internationaux
| Matches internationaux de Samir Nasri | Matches internationaux de Samir Nasri | Matches internationaux de Samir Nasri               | Matches internationaux de Samir Nasri | Matches internationaux de Samir Nasri | Matches internationaux de Samir Nasri | Matches internationaux de Samir Nasri         |
| #                                     | Date                                  | Lieu                                                | Adversaire                            | Résultat                              | Compétition                           | Notes                                         |
| ------------------------------------- | ------------------------------------- | --------------------------------------------------- | ------------------------------------- | ------------------------------------- | ------------------------------------- | --------------------------------------------- |
| 1                                     | 28 mars 2007                          | Stade de France, Saint-Denis, France                | Autriche                              | V 1 - 0                               | Match amical                          | Titulaire, 70e par Florent Malouda.           |
| 2                                     | 2 juin 2007                           | Stade de France, Saint-Denis, France                | Ukraine                               | V 2 - 0                               | Éliminatoires de l'Euro 2008          | Titulaire, 81e par Lassana Diarra.            |
| 3                                     | 6 juin 2007                           | Stade de l'Abbé-Deschamps, Auxerre, France          | Géorgie                               | V 1 - 0                               | Éliminatoires de l'Euro 2008          | Titulaire et buteur.                          |
| 4                                     | 22 août 2007                          | Stade Antona Malatinského, Trnava, Slovaquie        | Slovaquie                             | V 1 - 0                               | Match amical                          | 73e à la place de Franck Ribéry.              |
| 5                                     | 12 septembre 2007                     | Parc des Princes, Paris, France                     | Écosse                                | D 0 - 1                               | Éliminatoires de l'Euro 2008          | 69e à la place de Patrick Vieira.             |
| 6                                     | 16 novembre 2007                      | Stade de France, Saint-Denis, France                | Maroc                                 | N 2 - 2                               | Match amical                          | Titulaire et buteur.                          |
| 7                                     | 21 novembre 2007                      | Olimpiski, Kiev, Ukraine                            | Ukraine                               | N 2 - 2                               | Éliminatoires de l'Euro 2008          | 46e à la place de Karim Benzema.              |
| 8                                     | 27 mai 2008                           | Stade des Alpes, Grenoble, France                   | Équateur                              | V 2 - 0                               | Match amical                          | Titulaire.                                    |
| 9                                     | 31 mai 2008                           | Stadium de Toulouse, Toulouse, France               | Paraguay                              | N 0 - 0                               | Match amical                          | 71e à la place de Jérémy Toulalan.            |
| 10                                    | 3 juin 2008                           | Stade de France, Saint-Denis, France                | Colombie                              | V 1 - 0                               | Match amical                          | 75e à la place de Franck Ribéry.              |
| 11                                    | 9 juin 2008                           | Stade du Letzigrund, Zurich, Suisse                 | Roumanie                              | N 0 - 0                               | Premier tour de l'Euro 2008           | 78e à la place de Karim Benzema.              |
| 12                                    | 17 juin 2008                          | Stade du Letzigrund, Zurich, Suisse                 | Italie                                | D 0 - 2                               | Premier tour de l'Euro 2008           | 10e à la place de Ribéry, 26e par Boumsong.   |
| 13                                    | 6 septembre 2008                      | Stade Ernst-Happel, Vienne, Autriche                | Autriche                              | D 1 - 3                               | Éliminatoires du Mondial 2010         | Titulaire, 79e par Nicolas Anelka.            |
| 14                                    | 19 novembre 2008                      | Stade de France, Saint-Denis, France                | Uruguay                               | N 0 - 0                               | Match amical                          | 71e à la place de Yoann Gourcuff.             |
| 15                                    | 28 mars 2009                          | Stade S.-Darius-et-S.-Girėnas, Kaunas, Lituanie     | Lituanie                              | V 1 - 0                               | Éliminatoires du Mondial 2010         | 78e à la place de Yoann Gourcuff.             |
| 16                                    | 11 août 2010                          | Ullevaal Stadion, Oslo, Norvège                     | Norvège                               | D 1 - 2                               | Match amical                          | Titulaire, 81e par Jimmy Briand.              |
| 17                                    | 9 octobre 2010                        | Stade de France, Saint-Denis, France                | Roumanie                              | V 2 - 0                               | Éliminatoires de l'Euro 2012          | Titulaire, 74e par Yoann Gourcuff.            |
| 18                                    | 12 octobre 2010                       | Stade Saint-Symphorien, Longeville-lès-Metz, France | Luxembourg                            | V 2 - 0                               | Éliminatoires de l'Euro 2012          | 63e à la place de Florent Malouda.            |
| 19                                    | 17 novembre 2010                      | Stade de Wembley, Londres, Angleterre               | Angleterre                            | V 2 - 1                               | Match amical                          | Titulaire.                                    |
| 20                                    | 25 mars 2011                          | Stade Josy-Barthel, Luxembourg, Luxembourg          | Luxembourg                            | V 2 - 0                               | Éliminatoires de l'Euro 2012          | Titulaire.                                    |
| 21                                    | 29 mars 2011                          | Stade de France, Saint-Denis, France                | Croatie                               | N 0 - 0                               | Match amical                          | Titulaire, 88e par Yoann Gourcuff.            |
| 22                                    | 3 juin 2011                           | Stade Dinamo, Minsk, Biélorussie                    | Biélorussie                           | N 1 - 1                               | Éliminatoires de l'Euro 2012          | Titulaire.                                    |
| 23                                    | 10 août 2011                          | Stade de la Mosson, Montpellier, France             | Chili                                 | N 1 - 1                               | Match amical                          | Titulaire, 65e par Jérémy Ménez.              |
| 24                                    | 2 septembre 2011                      | Stade Qemal-Stafa, Tirana, Albanie                  | Albanie                               | V 2 - 1                               | Éliminatoires de l'Euro 2012          | Titulaire.                                    |
| 25                                    | 6 septembre 2011                      | Arena Națională, Bucarest, Roumanie                 | Roumanie                              | N 0 - 0                               | Éliminatoires de l'Euro 2012          | 75e à la place de Yohan Cabaye.               |
| 26                                    | 7 octobre 2011                        | Stade de France, Saint-Denis, France                | Albanie                               | V 3 - 0                               | Éliminatoires de l'Euro 2012          | Titulaire.                                    |
| 27                                    | 11 octobre 2011                       | Stade de France, Saint-Denis, France                | Bosnie-Herzégovine                    | N 1 - 1                               | Éliminatoires de l'Euro 2012          | Titulaire.                                    |
| 28                                    | 29 février 2012                       | Weserstadion, Brême, Allemagne                      | Allemagne                             | V 2 - 1                               | Match amical                          | Titulaire et buteur.                          |
| 29                                    | 27 mai 2012                           | Stade du Hainaut, Valenciennes, France              | Islande                               | V 3 - 2                               | Match amical                          | Titulaire, 60e par Marvin Martin.             |
| 30                                    | 31 mai 2012                           | Stade Auguste-Delaune, Reims, France                | Serbie                                | V 2 - 0                               | Match amical                          | Titulaire.                                    |
| 31                                    | 5 juin 2012                           | MMArena, Le Mans, France                            | Estonie                               | V 4 - 0                               | Match amical                          | Titulaire, 73e par Hatem Ben Arfa.            |
| 32                                    | 11 juin 2012                          | Donbass Arena, Donetsk, Ukraine                     | Angleterre                            | N 1 - 1                               | Premier tour de l'Euro 2012           | Titulaire et buteur.                          |
| 33                                    | 15 juin 2012                          | Donbass Arena, Donetsk, Ukraine                     | Ukraine                               | V 2 - 0                               | Premier tour de l'Euro 2012           | Titulaire.                                    |
| 34                                    | 19 juin 2012                          | Stade olympique, Kiev, Ukraine                      | Suède                                 | D 0 - 2                               | Premier tour de l'Euro 2012           | Titulaire, 79e par Jérémy Ménez.              |
| 35                                    | 23 juin 2012                          | Donbass Arena, Donetsk, Ukraine                     | Espagne                               | D 0 - 2                               | Quart de finale de l'Euro 2012        | 65e à la place de Florent Malouda.            |
| 36                                    | 14 août 2013                          | Stade Roi Baudouin, Bruxelles, Belgique             | Belgique                              | N 0 - 0                               | Match amical                          | 63e à la place de Dimitri Payet.              |
| 37                                    | 6 septembre 2013                      | Stade Boris-Paichadze, Tbilissi, Géorgie            | Géorgie                               | N 0 - 0                               | Éliminatoires du Mondial 2014         | 78e à la place de Josuha Guilavogui.          |
| 38                                    | 10 septembre 2013                     | Stade central, Homiel, Biélorussie                  | Biélorussie                           | V 4 - 2                               | Éliminatoires du Mondial 2014         | 61e à la place de Dimitri Payet, puis buteur. |
| 39                                    | 11 octobre 2013                       | Parc des Princes, Paris, France                     | Australie                             | V 6 - 0                               | Match amical                          | Titulaire.                                    |
| 40                                    | 15 octobre 2013                       | Stade de France, Saint-Denis, France                | Finlande                              | V 3 - 0                               | Éliminatoires du Mondial 2014         | Titulaire, 71e par Loïc Rémy.                 |
| 41                                    | 15 novembre 2013                      | Olimpiski, Kiev, Ukraine                            | Ukraine                               | D 0 - 2                               | Barrages du Mondial 2014              | Titulaire, 79e par Mathieu Valbuena.          |

### Buts internationaux
| 0     | Date | Lieu | Compétition | Résultat | Adversaire | Détail | Détail | Détail | Sél. |
| ----- | --- | --- | --- | --- | --- | --- | --- | --- | --- |
| 1er   | 6 juin 2007 | Stade de l'Abbé-Deschamps, Auxerre, France                                                                                   | Éliminatoires de l'Euro 2008                                                                                                 | V 1-0 | Géorgie | 33e | du pied droit | 1-0 | 3e |
| 2e    | 16 novembre 2007 | Stade de France, Saint-Denis, France                                                                                         | Match amical | N 2-2 | Maroc | 76e | du pied gauche | 2-1 | 6e |
| 3e    | 11 octobre 2011 | Stade de France, Saint-Denis, France                                                                                         | Éliminatoires de l'Euro 2012                                                                                                 | N 1-1 | Bosnie-Herzégovine | 78e | s.p du pied droit | 1-1 | 28e |
| 4e    | 11 juin 2012 | Donbass Arena, Donetsk, Ukraine                                                                                              | Premier tour de l'Euro 2012                                                                                                  | N 1-1 | Angleterre | 39e | du pied droit | 1-1 | 32e |
| 5e    | 10 septembre 2013 | Stade central, Homiel, Biélorussie                                                                                           | Éliminatoires du Mondial 2014                                                                                                | V 2-4 | Biélorussie | 73e | du pied droit | 2-3 | 38e |
| Total | 5 buts (4 du pied droit et 1 du pied gauche), dont 1 penalty, en 41 sélections entre le 28 mars 2007 et le 15 novembre 2013. | 5 buts (4 du pied droit et 1 du pied gauche), dont 1 penalty, en 41 sélections entre le 28 mars 2007 et le 15 novembre 2013. | 5 buts (4 du pied droit et 1 du pied gauche), dont 1 penalty, en 41 sélections entre le 28 mars 2007 et le 15 novembre 2013. | 5 buts (4 du pied droit et 1 du pied gauche), dont 1 penalty, en 41 sélections entre le 28 mars 2007 et le 15 novembre 2013. | 5 buts (4 du pied droit et 1 du pied gauche), dont 1 penalty, en 41 sélections entre le 28 mars 2007 et le 15 novembre 2013. | 5 buts (4 du pied droit et 1 du pied gauche), dont 1 penalty, en 41 sélections entre le 28 mars 2007 et le 15 novembre 2013. | 5 buts (4 du pied droit et 1 du pied gauche), dont 1 penalty, en 41 sélections entre le 28 mars 2007 et le 15 novembre 2013. | 5 buts (4 du pied droit et 1 du pied gauche), dont 1 penalty, en 41 sélections entre le 28 mars 2007 et le 15 novembre 2013. | 5 buts (4 du pied droit et 1 du pied gauche), dont 1 penalty, en 41 sélections entre le 28 mars 2007 et le 15 novembre 2013. |

## Palmarès

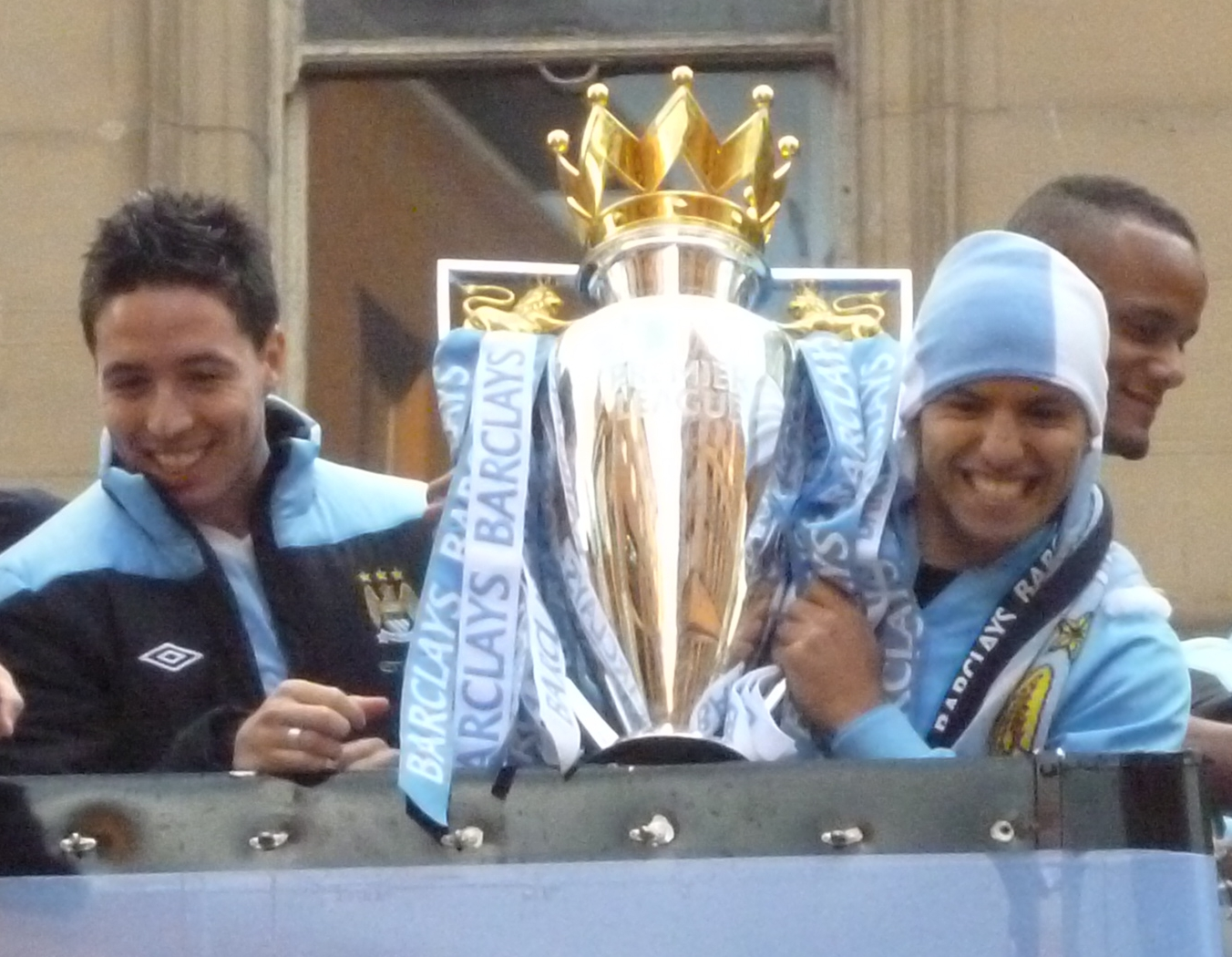
Samir Nasri et Sergio Agüero, fêtant le titre de champion d'Angleterre.

### Titres et trophées collectifs
Avec l'Olympique de Marseille, entre 2004 et 2008, Samir Nasri dispute 166 matchs et marque 12 buts, découvrant la coupe d'Europe et remportant la Coupe Intertoto en 2005. Il est double finaliste de la Coupe de France en 2006 et en 2007 et termine vice-champion de France en 2007. Il gagne également la compétition amicale du Trophée Ville de Barcelone en 2005. À titre personnel, Samir remporte le trophée du joueur du mois UNFP en mars 2007 et le trophée UNFP du meilleur espoir de Ligue 1 en 2007. Il est également co-meilleur passeur de Ligue 1 en 2008, à égalité avec Jerome Leroy.
En Angleterre, sous les couleurs rouges et blanches d'Arsenal où il est transféré pour 16,8 M€, Samir Nasri dispute 125 matchs et inscrit 27 buts entre 2008 et 2011 sans pour autant remporter un seul trophée officiel, malgré la finale de League Cup en 2011 et la demi-finale de Ligue des Champions en 2009. Il ne remporte que deux tournois amicaux, l'Emirates Cup en 2010 et l'Amsterdam Toernooi en 2008. À titre personnel, il est élu joueur du mois de Premier League en octobre et en décembre 2010 et est nommé dans l'équipe-type de Premier League en 2011. Il est également élu par France Football joueur français de l'année en 2010.
Arrivé à Manchester City pour 28 M€, c'est avec ce club que Samir va considérablement étoffer son palmarès. Il remporte le titre de champion d'Angleterre en 2012 et 2014 et termine vice-champion en 2013. En 2014, il ajoute une ligne à son palmarès, la Coupe de la Ligue, avec à la clé un but en finale mais est blessé lors de la finale en 2016 remportée par son club. Finaliste de la coupe d'Angleterre en 2013, il remporte également le Community Shield en 2012.
Passé par toutes les équipes de France de jeunes, Samir Nasri est sacré champion d'Europe U17 en 2004, en marquant le but décisif en finale contre l'Espagne (2-1).
| Club                   | Palmarès |
| ---------------------- | --- |
| Manchester City        | - Champion d'Angleterre en 2012 et 2014 - Vainqueur de la Coupe de la Ligue en 2014 - Vainqueur de la Community Shield en 2012 - Finaliste de la Coupe d'Angleterre en 2013 - Finaliste de la Community Shield en 2011 et 2014 |
| Olympique de Marseille | - Finaliste de la Coupe de France en 2006, 2007 - Vainqueur de la Coupe Intertoto en 2005 - Vice-Champion de France en 2007 |
| Arsenal FC             | - Finaliste de la Coupe de la Ligue en 2011 |
| Équipe de France       | - Champion d'Europe U17 en 2004 |

### Distinctions personnelles
- Trophée du joueur du mois UNFP en mars 2007
- Trophée UNFP du meilleur espoir de Ligue 1 en 2007
- Nommé dans l'équipe type de la Ligue 1 en 2007 aux Trophées UNFP.
- Co-meilleur passeur de Ligue 1 en 2008 (10 passes)
- Élu joueur du mois de Premier League en décembre 2010
- Élu par France Football joueur français de l'année en 2010
- Nommé dans l'équipe-type de Premier League en 2010-2011
- Nommé dans la liste des six joueurs nommés pour le traditionnel trophée PFA (meilleur joueur de l'année en Angleterre) 2010-2011[75].
- Troisième joueur capitaine le plus jeune en équipe de France à 23 ans et 8 mois[76].
- Homme du match contre l'Angleterre lors de l'Euro 2012

## Vie privée
En mars 2008, les médias annoncent la relation de Nasri avec la joueuse de tennis Tatiana Golovin. Le couple se sépare en 2011. Il rencontre en février 2013 Anara Atanes , pour annoncer publiquement leur rupture en novembre 2015, durant une émission télévisée, puis sur Instagram. Il est à présent en couple avec le top model américaine Sharina Gutierrez.
En mai 2016, il est accusé, avec d'autres footballeurs, entre autres Jérémy Ménez, Layvin Kurzawa mais aussi l'animateur de Canal + Ali Baddou, d'avoir bénéficié d'un système de fraude au permis de conduire organisée par une auto-école de Neuilly-sur-Seine. Patrick Antonelli, mari d'Amel Bent, fut impliqué dans l'affaire, il était le propriétaire de cette auto-école. 
Cette même année, il crée la polémique en s'affichant avec la fille de Lionel Richie, alors mineure’.
En 2018, il annonce la naissance de son premier enfant.